# Азероглу, Балаш
Балаш Азероглу или Балаш Абызаде (азерб. Balaş Azəroğlu, азерб. Balaş Allahbaxış oğlu Abizadə; 11 ноября 1921, Баку — 24 апреля 2011, там же) —азербайджанский народный поэт, литературовед, участник движения «21 Азер».
В период Демократической Республики Азербайджан был депутатом Национального Меджлиса Азербайджана, редактором газеты «Джевдет», заместителем председателя Азербайджанского государственного комитета радиовещания, и членом правления «Общества писателей и поэтов». После распада ДРА переехал в Баку.
В разные годы был председателем «Общества писателей Азербайджана», редактором газеты «Азербайджан», секретарем Союза писателей Азербайджана, главным консультантом по литературе Южного Азербайджана в Союзе писателей Азербайджана. Его произведения переведены на английский, русский, персидский, узбекский, французский, грузинский, украинский и латышский языки. За свою деятельность дважды награждался Почетной грамотой Президиума Верховного Совета Азербайджанской ССР, орденами «Знак Почёта», «Дружбы народов», «Шохрэт», а также юбилейной медалью «В связи с 100-летием со дня рождения Владимира Ильича Ленина» и медалью «21 Азер».

## Биография
Балаш Аллахбахыш оглы Абызаде родился 11 ноября 1921 года в Баку. Среднее образование получил в школе № 21 города Баку. Еще будучи школьником, он стал членом литературного кружка при Республиканском Доме пионеров. Его первое стихотворение под названием «Днепр» было опубликовано в журнале «Пионер» в 1936 году.
Во время сталинских репрессий, в феврале 1938 года, сначала был арестован его отец, а затем и он сам. После двух месяцев заключения был сослан в Ардебиль. Туда он переехал в село Селим Кишлаги вместе с другими членами семьи, сосланными ранее. Там он начал посещать вечерние курсы, чтобы выучить персидский язык.

### В Движении «21 Азер»
В 1942 году он стал членом партии Туде. Был одним из основателей антифашистской организации «Зидд-фашист» в Ардебиле. В 1943 году он был избран председателем Ардебильского провинциального отделения общества «Зидд-фашист». Он был редактором печатного органа общества, газеты «Юмруг», и антифашистской страницы общества «Зидд-фашист». Его первая книга стихов под названием «Первые стихи» была издана в 1943 году в Ардебиле обществом «Зидд-фашист». После создания общества «Собрание поэтов» при редакции газеты «Ветен йолунда», Балаш Азероглу основал такое же общество и в Ардебиле.
После создания Демократической партии Азербайджана в 1945 году он вступил в партию и принимал активное участие в работе провинциального комитета в Ардебиле. После того, как газета «Джевдет» была выбрана официальным печатным органом партии в Ардебиле, Балаш Азероглу был назначен редактором газеты. С 27 ноября по 2 декабря 1945 года в Иране прошли свободные выборы, первые в истории страны с участием женщин. По результатам этих выборов Балаш Азероглу набрал голоса и был избран представителем от Герми в в Милли Меджлис Азербайджана. После создания Национального Правительства Азербайджана он был назначен заместителем председателя Комитета радиовещания Азербайджана. Его вторая книга под названием «Шеирлер» была издана в 1946 году в Тебризе в издательстве «Ветен йолунда». В 1946 году он был избран членом правления «Общества писателей и поэтов», созданного на основе общества «Собрание поэтов».
5 декабря 1946 года шахские войска, наступавшие на Мияне, были остановлены федаинами под руководством Гулама Яхьи. Жители различных регионов Азербайджана обращались к Национальному правительству с просьбой о вооружении и борьбе против шахских войск. После этого под руководством Мир Джафар Пишевари был создан Комитет обороны. Первой задачей комитета стало объявление военного положения в Тебризе и создание добровольческих отрядов «Бабек». В первый этап в эти отряды вступило 600 человек. После этого Пишевари вновь обратился к Советскому Союзу за военной поддержкой. Однако этот запрос остался без ответа.
11 декабря 1946 года Азербайджанский провинциальный совет принял решение о том, чтобы предотвратить кровопролитие, и указал Кызылбашской Народной Армии и федаев не оказывать сопротивления войскам шаха и покинуть поле боя. С того дня, банды феодалов, а также жандармы в гражданской одежде начали совершать массовые убийства в крупных городах, еще до того, как туда вошла иранская армия. Эти группы назывались Тегеранским радио «иранскими патриотами». Их основной целью было уничтожение демократов и обеспечение входа шахских войск в города. Тебриз и другие города Азербайджана подверглись грабежам и массовым убийствам. Азербайджанское Демократическая Республика пало. 14 декабря 1946 года поддерживаемая США и Великобританией иранская армия вошла в Тебриз. После этого резня и грабежи продолжались.Тысячи людей были арестованы и сосланы. В ходе массовых убийств были убиты члены АДФ, федаины, а также известные поэты Али Фитрат, Сади Юзбанди и Мухаммедбагир Никнам.

### После распада ДРА
После падения Демократической Республики Азербайджан Балаш Азероглу некоторое время скрывался в Тебризе. 15 апреля 1947 года он был тайно вывезен из Тебриза и доставлен в Баку «Обществом Ниджат», которое было создано для спасения демократов, скрывавшихся в Южном Азербайджане. 17 апреля он прибыл в Баку и был размещён в Яшыл баг в посёлке Мардакян. Действовавшее в Тебризе в период ДРА общество «Союз поэтов и писателей» с 1947 года продолжило свою деятельность в Баку под названием «Общество писателей Азербайджана». Председателем этого общества был избран Балаш Азероглу.
С 1947 по 1952 год учился на филологическом факультете Азербайджанского государственного университета. В 1948—1953 годах был заведующим литературно-художественным отделом газеты «Азербайджан», печатного органа ЦК Демократической партии Азербайджана (ДПА), а в 1953—1956 годах — её ответственным редактором. В 1956—1958 годах занимал должность заведующего отделом пропаганды ЦК ДПА, в 1958—1959 годах был деканом специального факультета Бакинской высшей партийной школы, а в 1959—1963 годах — заместителем председателя ЦК ДПА. В 1966 году защитил научную работу на тему «Творчество Мехти Амини» и получил учёную степень кандидата филологических наук.
14 октября 1958 года он был принят в члены Союза писателей Азербайджана, а в декабре того же года избран членом правления СПА. В 1981 году в связи с 60-летием ему было присвоено звание «Народный поэт». С 1981 по 1991 год он занимал должность секретаря Союза писателей Азербайджана. В 1991 году он был избран членом Совета старейшин Союза писателей Азербайджана. С 1991 по 2011 год работал главным советником по литературе Южного Азербайджана в Союзе писателей Азербайджана. Он перевёл на азербайджанский язык поэму Низами «Семь красавиц», газели Физули, стихи Шахрияра с персидского языка. В разные годы были изданы его книги: «Шеирлер» (рус. Стихи), «Савалан», «Мубаризе йолларында» (рус. На пути борьбы), «Генджлик достларым» (рус. Мои друзья юности), «Меним негмелерим» (рус. Мои песни), «Сехер шефеглери» (рус. Утренние зори), «Сенетин гудрети» (рус. Сила искусства). Его произведения были переведены на английский, русский, персидский, узбекский, французский, грузинский, украинский и латышский языки. За свою деятельность он дважды был награждён Почётной грамотой Президиума Верховного Совета Азербайджанской ССР, орденами «Знак Почёта», «Дружбы народов», «Шохрэт», медалью «21 Азер» и юбилейной медалью «В честь 100-летия со дня рождения Владимира Ильича Ленина».
Балаш Азероглу скончался 24 апреля 2011 года в Баку. Он был похоронен на II Аллее почётного захоронения.

## Семья
Родители Балаша Азероглу были родом из села Селим Кышлагы в Ардебиле. Его отец, Аллахбахыш Абызаде, переехал в Баку в поисках работы. В 1938 году он был сослан вместе с семьёй из Баку.
В 1950 году он женился на Медине Гюльгюн. В этом браке у них родились два сына — Араз и Этибар.

### Книги
- Балаш Азероглу — Избранные произведения, Баку, 2014